# NGC 7090
NGC 7090 (również PGC 67045) – galaktyka spiralna z poprzeczką (SBc), znajdująca się w gwiazdozbiorze Indianina. Odkrył ją 4 października 1834 roku John Herschel.